# 圣玛尔定堂 (威尼斯)
圣玛尔定堂（義大利語：Chiesa di San Martino）是一座文艺复兴风格的罗马天主教教堂，教堂地點位于意大利威尼斯的城堡区。

## 历史
最初创建于10世纪，在1546–1610年根据雅各布·桑索维诺的计划重建。该堂现在靠近威尼斯军械库，由一位随军神父主持。

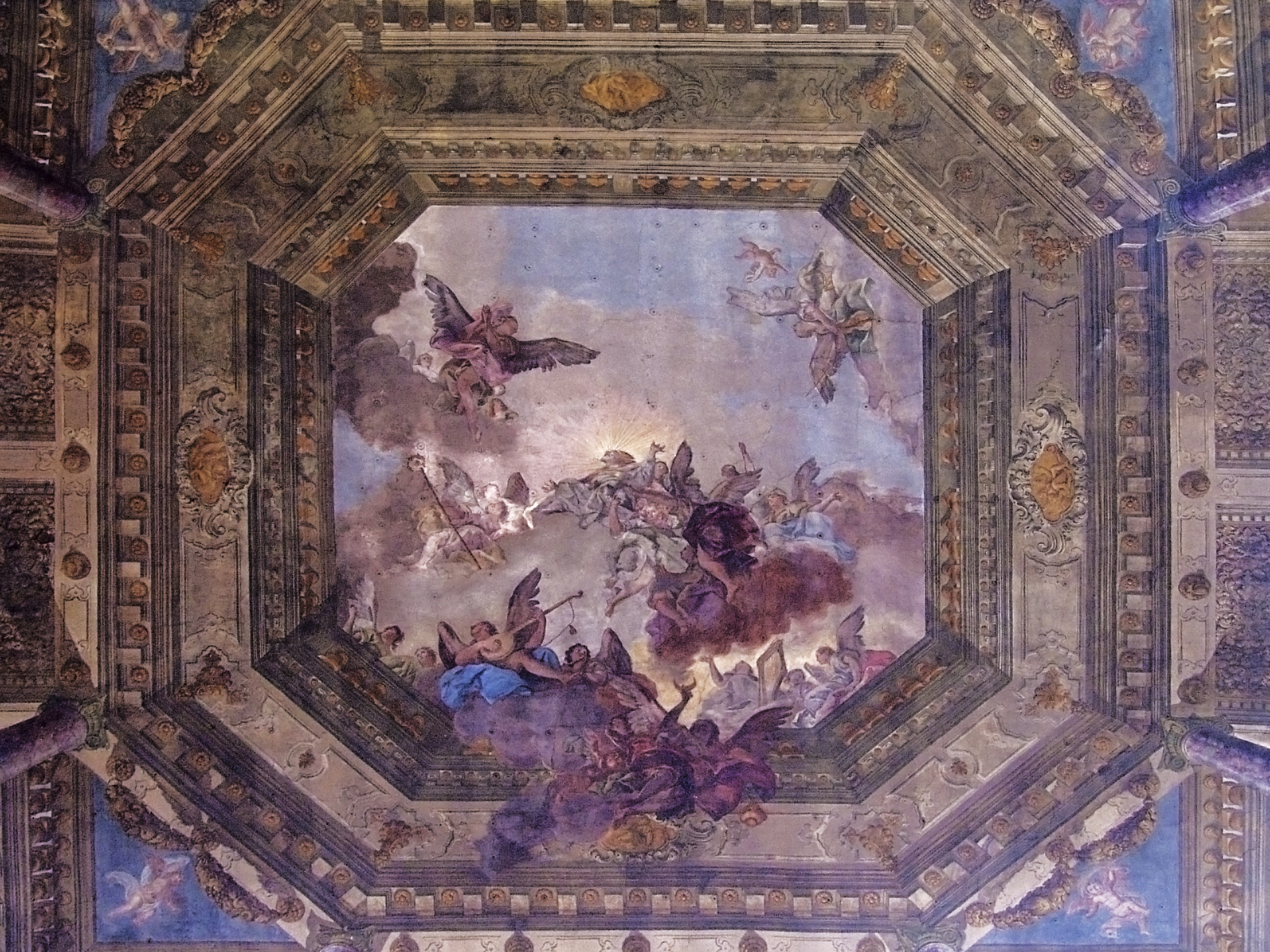
中央天花板壁画，多梅尼科‧布吕尼

## 建築特色
教堂立面由伯切特（Federico Berchet）和路波羅共同设计（1897年）。拱顶的畫作《圣玛尔定在荣耀中》由畫師瓜拉那繪製，布吕尼在錯視繪法方面予以補強。墙壁描绘的圣人和传福音者出自蔡瑟（Matteo Zais）之手。福力佐（第九十八任总督）的墓葬雕塑由加內里完成（1633年）。小堂的壁画《圣餐的光荣》，两侧墙上的《献以撒》和《麥基洗德牺牲》由加諾所绘。由隆巴多所打造的、源自15世纪的祭坛，也从圣墓堂（拉丁語：Sanctum Sepulchrum）被带到了这里。祭衣间壁画《最后的晚餐》（1549）和《复活》，以及堂内祭台画《复活的基督》皆出自吉罗拉莫之手。祭衣间天花板的壁画，則出自詹奇和布吕尼之手。
大堂的管风琴由拿奇尼制作，後由卡力多修复。